# Kirchenburg Schwallungen

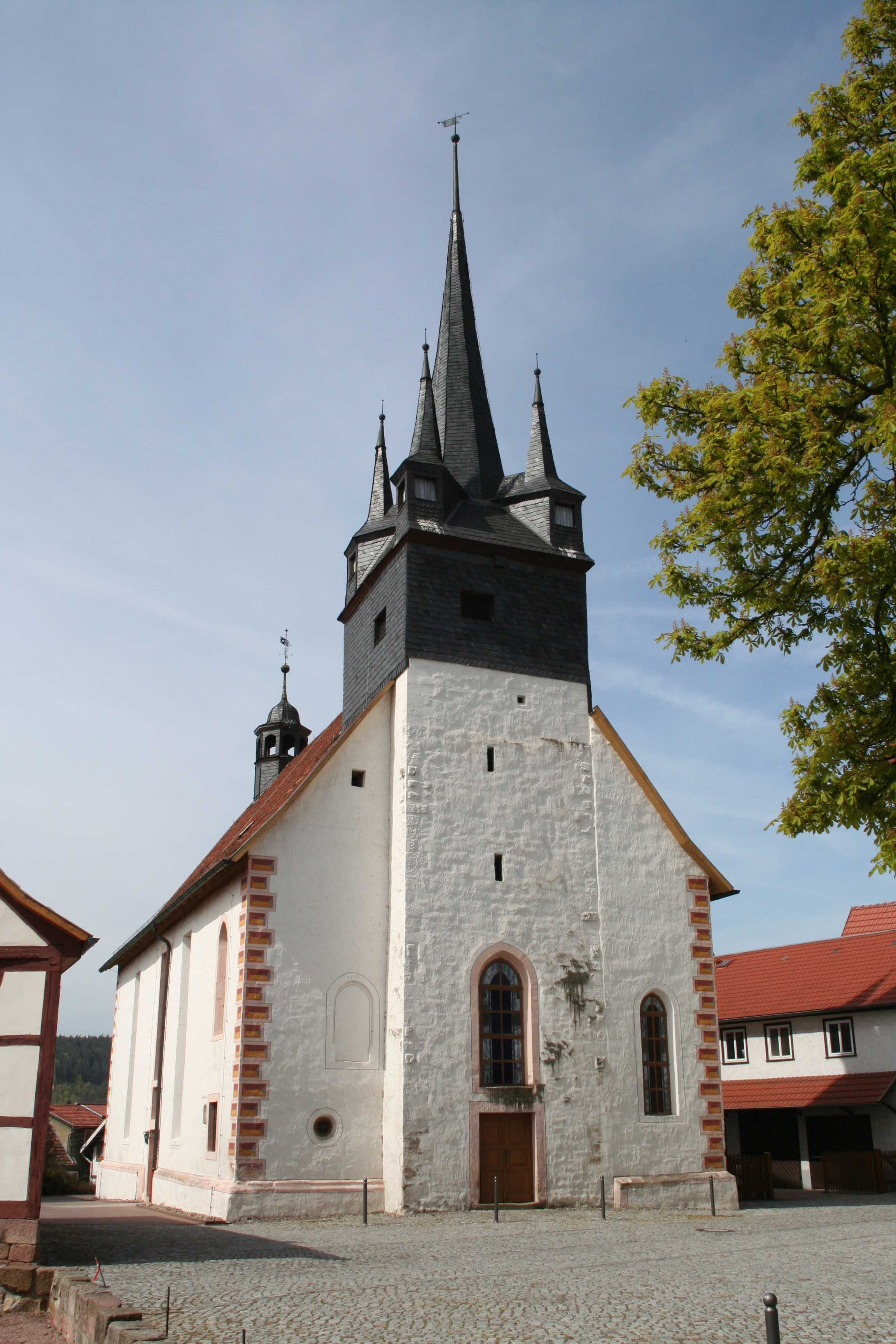
Die Kirche

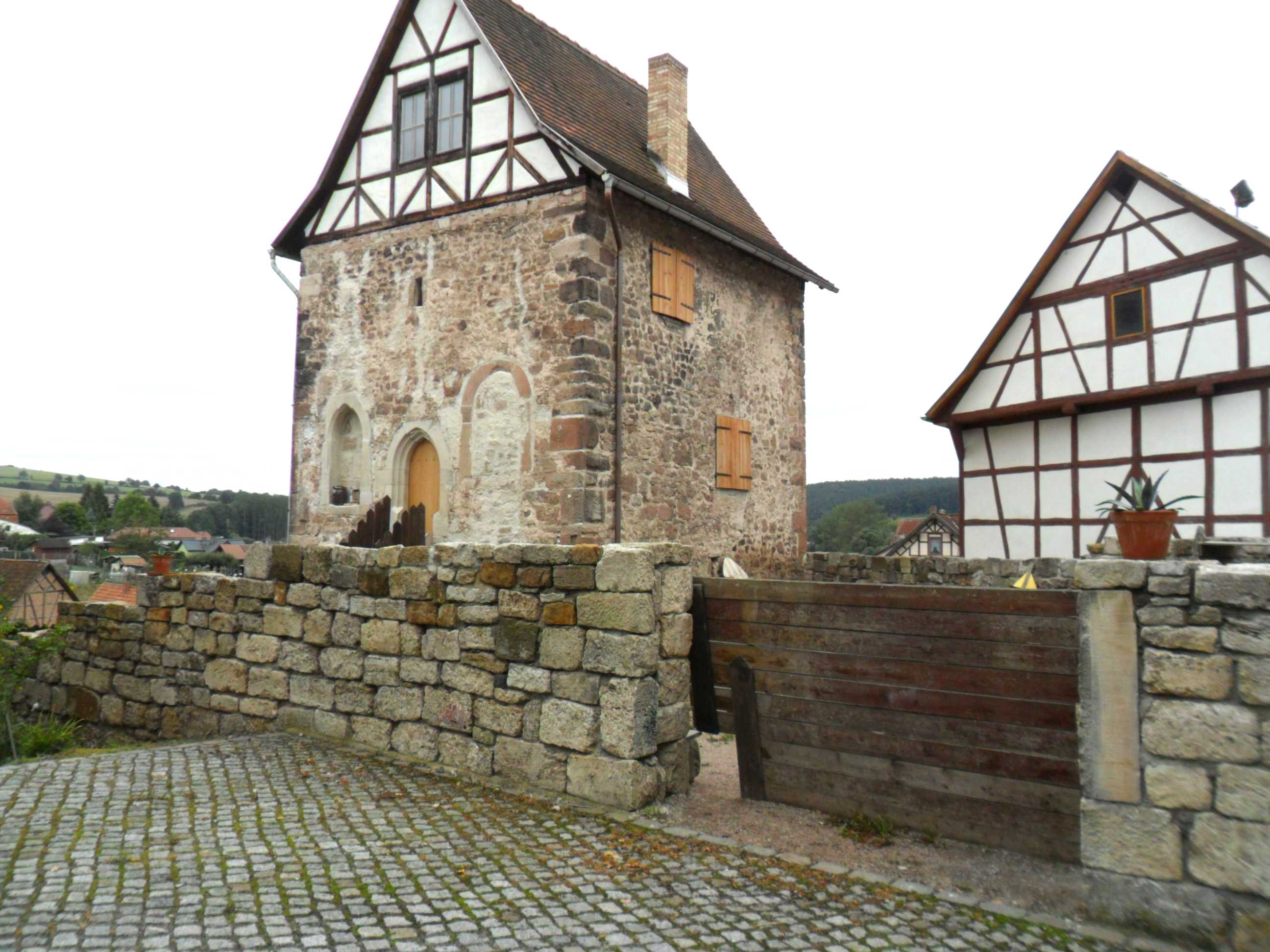
Die Kemenate Schwallungen

Die evangelisch-lutherische Kirchenburg Schwallungen steht in der Gemeinde Schwallungen im Landkreis Schmalkalden-Meiningen in Thüringen. Unweit der Kirchenburg befindet sich die Kemenate Schwallungen, ein romanischer Wohnturm.

## Geschichte
Die Kirchenburg wurde im  8. bzw. 9. Jahrhundert gegründet. Bauteile davon sind im inneren der Kirche zu besichtigen, weil sie beim Umbau im 16./17. Jahrhundert nicht abgerissen wurden, sondern in den Neubau integriert wurden. Der weitgehende Neu- und Umbau der Kirche erfolgte im 15. bis 16. Jahrhundert. Der Kirchturm in seiner jetzigen Gestalt stammt aus den Jahren bis 1609, ruht aber auf wesentlich älteren Grundmauern. Im 18. bis 19. Jahrhundert erfolgten Umbauten und Veränderungen. Es wurden die Kirche und die benachbarte Kemenate Schwallungen verändert, darauf weisen Inschriften in den Schlusssteinen der Türen und Tore hin.
Die Kirchhofsmauer wurde im Süden erneuert. Gaden und eine Büchsenscharte sind noch in der Kirchhofmauer beibehalten worden.

## Sanierung des Umfeldes
Ab 1998 konnte das Umfeld dieser Kirchenburg besonders im Westteil saniert werden.